# Agriculture dans le Nord-Pas-de-Calais
L'agriculture du Nord-Pas-de-Calais  est  une agriculture très intensive caractérisée par de grandes cultures (céréales, betteraves, pomme de terre…) qui occupent une grande part du paysage. 
Les industries, l'urbanisation et les autres contraintes n'ont pas étouffé l'agriculture. Le nombre d'exploitants est en constante diminution, ce qui permet d'assurer une forte productivité (avec un certain risque de fragilité cependant). Elle représente 3,9 % de la production nationale, et 15 % des effectifs salariés de l'industrie régionale.

## Terroirs
L'agriculture présente des dominantes qui varient selon les petites régions :
- Le Boulonnais et la Thiérache sont à dominante bocagère. Autrefois spécialisées dans la pomme, elles sont pour partie classées en parc naturel régional, avec une tradition laitière et fromagère ;
- La Flandre intérieure est composée de grandes cultures avec quelques élevages intensifs (porc, volaille). C'est une zone vulnérable du point de vue de la ressource en eau (pas de nappe).
- L'Audomarois et le Béthunois sont des zones d'élevages et de grandes cultures ; elles sont gagnées par le phénomène de périurbanisation.
- Le Ternois est une zone mixte d'élevage et de grandes cultures.
- L'Artois-Cambrésis (hors cantons de Lens) présente une mosaïque de nombreux systèmes agraires, avec une dominante de grandes cultures.

### Cultures
Les exploitations agricoles sont à la fois destinées à alimenter le secteur alimentaire traditionnel par le biais du Marché d'Intérêt National de Lomme (2e de France après celui de Rungis), mais aussi destinées à fournir l'importante industrie agro-alimentaire régionale. La Flandre intérieure se caractérise par des zones de polyculture intensive (avec élevage industriel), l'Artois et le Cambrésis par des zones de grande culture céréalière et betteravière. Les cultures légumières (chicons, petits pois, pommes de terre) se retrouvent sur l'ensemble du territoire. Néanmoins, l'agriculture souffre de la concurrence des producteurs belges et néerlandais voisins.
Céréales :

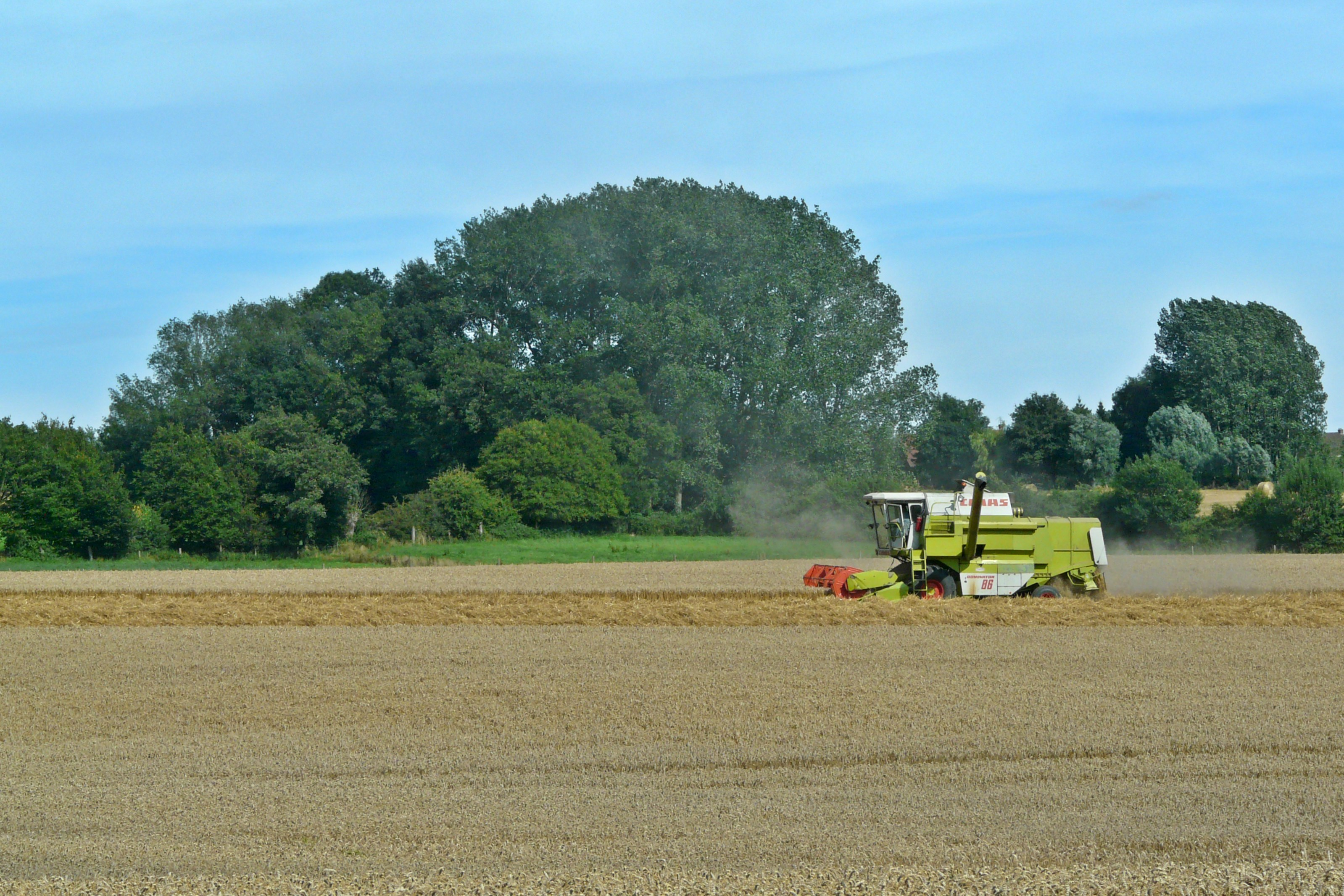
Moisson près de Templeuve-en-Pévèle en août 2013.

Pomme de terre : la culture de la variété 'Bintje' dans la vallée de la Lys bénéficie d'une indication géographique protégée sous l'appellation « pomme de terre de Merville ».
Betterave : La production est liée à l'industrie sucrière régionale dont les concentrations successives ont amené en 2006 à la fusion des deux dernières entreprises. Aujourd'hui, cette production souffre de la libéralisation du marché mondial du sucre et de la baisse du prix garanti par la Politique agricole commune.
Chicon : La culture de l'endive remonte au milieu du XIXe siècle, mais c'est à partir de 1919 que sa production se développe autour de Camphin-en-Pévèle et s’intègre à la gastronomie régionale (endive à la flamande...). Après une baisse de consommation, les producteurs créent en 1980, le label « Perle du Nord » afin de promouvoir le légume, qui est devenu depuis le troisième légume le plus consommé en France. Sa production se concentre en Pévèle, Cambrésis et Vallée de la Lys.
- Production annuelle (2005) : 200 000 tonnes (dont 60 000 t de Perle du Nord) soit 80 % de la production française et 55 % de la production mondiale.

Houblon : La production est liée à l'industrie brassicole régionale (voir ci-dessous), et est concentrée en Flandre intérieure (visible le long de l'A25). La filière houblonnière dépend aujourd'hui d'une coopérative appelée Coophounord regroupant les neuf derniers producteurs pour une surface totale de production de 32 hectares. Ce déclin est dû à la concurrence de la production belge de la région du Westhoek (Poperinge)
Ail : Arleux (Ail fumé d'Arleux, IGP).

### Élevage

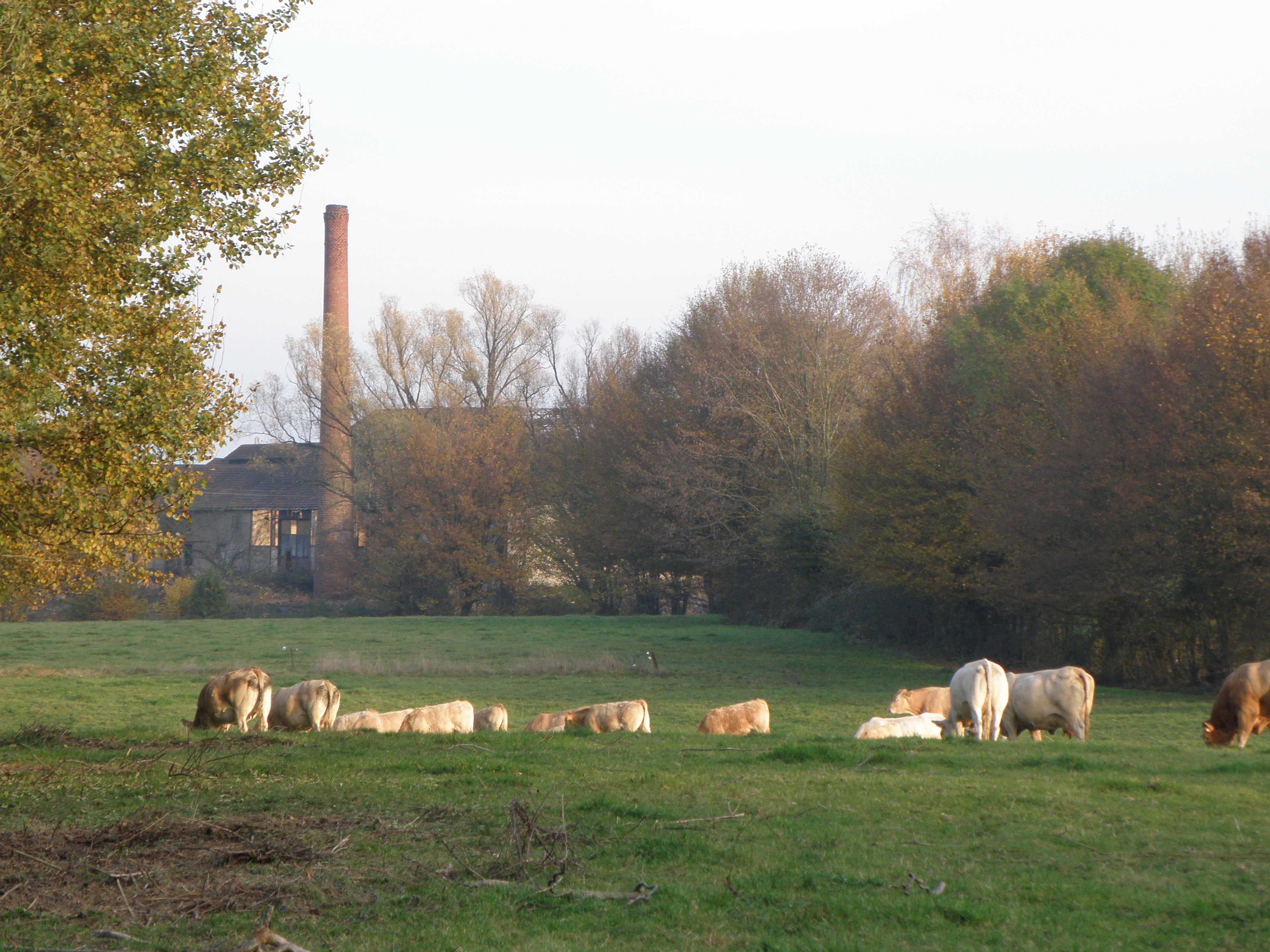
Élevage bovin à Anor.

Bovins : Les principales races bovines représentées sont la blanc bleu belge et la bleue du Nord. Les exploitations d'élevage laitier et d'élevage à viande se concentrent dans l'Avesnois, le Boulonnais et la Thiérache et permettent d'alimenter 9 abattoirs régionaux.

Volaille : Avec près de 31 millions de volailles en 2004, la région ne représente que 2 % de la production nationale. Les éleveurs se situent soit autour de la région de Licques, où 270 élevages de plein air bénéficient d'un label, soit en Flandre où 150 élevages de plein air sont regroupés sous le label Lionor, ou encore dans la vallée de la Lys, mais cette production labellisée ne constitue que 5 % de la production avicole (contre 16 % pour la moyenne nationale). La production de poulet industriel constitue près de 90 % de l'activité.

## Importance économique
L'activité agricole et l'agroalimentaire représentaient vers 2005 70 000 emplois environ (4 % des actifs, soit le cinquième rang des régions françaises pour l'emploi agroalimentaire), mais environ 1 000 emplois disparaissent par an par non-remplacement des chefs d'exploitation. 49 000 exploitations existaient en 1970, contre environ 15 000 aujourd'hui (dont 12 000 dites « professionnelles ») . 
Le nombre d'exploitations a chuté de 4,5 %/an de 1988 à 2000, plus vite qu'au niveau national (au profit de l'agrandissement des exploitations et moindrement de l'urbanisme) 

850 000 ha sont cultivés, dont 20 % en prairies (en régression au profit des labours ; la STH ou surface toujours en herbe a chuté de 20 % en moins en 12 ans, ainsi que l'élevage bovin laitier et porcin), 42 % de la SAU est couverte de céréales, 8 % de cultures fourragères, 7 % de betteraves, 5 % de pomme-de-terre, 4 % de légumes et 4 % d'oléoprotéagineux (source page 10/186 du rapport DRDR). 
De 1988 à 2000, le nombre d'exploitations agricoles a chuté de 3 156 à 18 036, pour une surface agricole utile (SAU) moyenne qui passait de 28 ha en 1988 à 46 ha en 2000. Le nombre d'exploitations (15 049 exploitations agricoles soit 2,8 % du total national) n'est pas très élevé, mais la surface moyenne en est de 50,9 ha (Eurostat, 2003), soit plus que la moyenne nationale de 45,3 ha (Eurostat, 2003). 818 928 ha étaient cultivés dans la région en 2005, pour un total de 27 312 013 en France. 3,3 % du cheptel national est élevé dans le Nord-Pas-de-Calais et la part des cultures permanentes dans la SAU régionale n'est que de 0,1 % (contre 3,8 %  en France). La SAU est 68,5 % du territoire régional (contre 54,1 % en France). Selon Eurostat (2002), 19 % des exploitants agricoles avaient en 2002 d'autres revenus que ceux de l'exploitation (contre 24 % en France).
La région dispose d'une « Document régional de développement rural 2007-2013  »  et un travail de prospective à horizon 2020 au regard des modifications de la PAC (politique agricole commune) a été fait par le Conseil régional .
En ce qui concerne le chiffre d'affaires de l'agroalimentaire, la région est la seconde de France, derrière la région Île-de-France (26,5 milliards d'euros) mais loin devant la Bretagne (11,3 milliards d'euros), les Pays de la Loire (7,9 milliards d'euros) et la région Rhône Alpes (7,8 milliards d'euros). Elle compte pour 14 % du chiffre d'affaires des IAA nationales .

## Contraintes

### Pollution des sols et de l'eau
Toute la région est (comme la région Bretagne) classée « vulnérable » au titre de la directive Nitrates qui impose dans ces zones de mettre en œuvre un « programme d'actions » (le 4e programme doit démarrer en 2009, après un bilan des programmes d'action précédents et après une consultation du public (close au 11 juin 2009).
La région est aussi classée à risque pour le phosphore par la convention OSPAR . Ces nitrates et phosphates ont aussi une origine urbaine, voire localement industrielle, prises en compte par d'autres directives et programmes, avec l'aide de l'Agence de l'eau pour tenter d'atteindre l'objectif de bon état écologique de la Directive cadre sur l'eau et la Directive cadre Stratégie pour le milieu marin.